# Anik C1
Anik C1 (auch Telesat-9 oder Nahuel I1 oder Brasil 1T genannt) ist ein Fernsehsatellit  der Anik-Reihe des kanadischen Satellitenbetreibers Telesat Canada.

## Entwicklung und Aufbau
Der Vertrag mit Hughes wurde 1978 abgeschlossen. Der von Hughes Aircraft auf Basis des HS 376 Satellitenbus entwickelte Anik C1 wog beim Start 1238 kg (mit McDonnell Douglas payload assist module (PAM) zu Einschuss in den Orbit), 562 kg zu Betriebsbeginn im Orbit (davon 99 kg Treibstoff) und war für eine Betriebszeit von acht Jahren ausgelegt. Der Satellit hat eine zylindrische Form mit einer Größe von 2,16 m Durchmesser und einer Höhe von 2,82 m beim Start. Durch Ausfahren des inneren Teils des Zylinders und der Antenne besitzt er im Orbit eine Höhe 6,43 m. Die Energieversorgung erfolgt durch Solarzellen auf der Außenseite beider Zylinderteile.

## Geschichte
Der Start des Satelliten erfolgte am 12. April 1985 um 13:59:05 UTC mit dem Space Shuttle Discovery während der Mission STS-51-D. Er wurde vom Shuttle am Folgetag in einer niedrigen Erdumlaufbahn ausgesetzt und brachte sich mit dem PAM in die geostationäre Umlaufbahn bei 107° West.
Er wurde mehrfach verkauft, umbenannt und in eine neue Position gebracht (109° West, 72° West, 118° West, 106° West). So wurde nach einigen Jahren an die argentinische Paracomsat und 1997 zurück an Telesat verkauft. Im Jahr 2000 wurde er von Loral Skynet do Brasil gekauft, in Brasil 1T umbenannt und auf eine Position von 63° West gebracht. Er wurde am 5. Mai 2003 endgültig deaktiviert und in einen Friedhofsorbit geschickt.

## Empfang
Der Satellit konnte in Nord- und Südamerika empfangen werden. Die Übertragung erfolgte im Ku-Band.